# Philharmostes basicollis
Philharmostes basicollis là một loài bọ cánh cứng trong họ Hybosoridae. Loài này được Fairmaire miêu tả khoa học năm 1897.